# 一生好きってゆったじゃん
一生好きってゆったじゃん（いっしょうすきってゆったじゃん）は、横槍メンゴによる日本の漫画短編集。

## 概要
「初恋、不倫、二次元の愛など」をテーマにし「片恋」を描く「青春オムニバス」の短編集。
本作には、グランドジャンプめちゃ、ビッグコミックスピリッツ、ビッグコミックスペリオール、週刊ヤングジャンプ、ヤングジャンプラブに掲載された7作品が収められている。
「かわいさとしんどさ」があふれる、「美しき短編集」と評される。

## 収録作品

### 鋼の心
心の底では最も好きな人がいるが、その人を自分のものにすることができない女性の結婚式が描かれる。
小説家の村田沙耶香は、本話について「恋と不倫の話」であるとする。そのうえで、主人公の女の子が「好きな人と信頼関係を築くことができない」という苦しさや辛さを抱えているのに、その描写が横槍の手によって「こんなに美しくもなってしまう」と評する。

### Neo Dutch Wife
主人公の漫画家の「ほろ苦い青春時代」を切り取って描かれた作品。
村田は、この話に出てくる女の子が「主人公がサークルで出会う由美ちゃんと、そこから生まれた2次元のミユちゃん」であるとする。「イマジナリーフレンドを大事にしたい」が、由美が初恋相手の主人公に自分の体を見せるも（思ってたのと違っ…）と言われてしまったことには「感情移入してしまう」。その後、サークルクラッシャーとなった由美に対しても、「自分の価値みたいなものを確かめて心の何かを回復したい気持ちがあったのかな」と想像するという。

### Stand by you
ある女子高校生が「地獄の底」で、避妊をせずアフターピルを渡す学校の教師と、「暴力的な親父を殺してやると言うケンカの弱い彼氏」と出会う。やがて教師は通報され消える。高校生は、彼氏と「本物の家族」になろうとするが、妊娠した子は教師との子であることが示唆され物語は終わる。

### 「かわいい」
「雪帆は14歳のグラビアアイドル」で、「期限つきの可愛さを売っている」。学校では「ビッチ」と罵られる。グラビア撮影によって「人形になったような気持ちを抱え」、「かわいい」という言葉に縛られている。
村田は、このような作品が男女に「「響いて」いることに救われ」ると言う。他方で、自分自身がエロティックなものを見て「かわいいな」と思ってしまうことに対し、「搾取されるしんどさをだれにも感じてもらいたくない」と思っていることとのアンバランスさを有しているとも言う。
また、イラストエッセイスト・コラムニストの犬山紙子は、「“かわいい”という呪いの言葉から、思春期の痛い気持ちが探り出されてえぐられる」。この話と同じような「経験をしていなくても、蓋をして閉まっていた心を開いてくれる」と評する。

### 一本花
かつての同級生にあこがれを抱き続ける女性漫画家の話。

### 恋は前傾姿勢
ある女性に殺されて何度も転生する男性とその女性との恋愛が描かれる。

### 南無阿弥だいすき
「売れっ子バンドマンのユーゴ」と、「ユーゴの追っかけ」をしている「美人すぎる」キサは、彼氏彼女の関係にある。キサを荒っぽく扱うユーゴは、ある時キサと対等になろうとする姿をみせる。そんなユーゴに対して、キサは別れを告げる。

## 書誌情報
横槍メンゴ『一生好きってゆったじゃん』小学館〈ビッグスピリッツコミックススペシャル〉、全1巻
- 2020年3月4日初版第1刷発行、ISBN 978-4-09-860580-4[6]